# 北野りお
北野 りお（きたの りお、1999年〈平成11年〉10月28日 - ）は、日本のタレント、女優、作詞家。
神奈川県出身。身長は165cm。血液型はA型。フリーランスで活動している。

## 人物
- 趣味は読書、カメラ[1]
- 特技は書道（毛筆,硬筆8段）

## 出演

### 配信ドラマ
- ポテトピクチャーズ「朝帰りの味「男女の友情ってなかったね」」（2024年6月7日、YouTube）[2]
- 2次会くん　短編ドラマ「あの日の二人は、私に会いに来てくれるかな」（2024年10月3日 - 10月6日、YouTube）[3]

### 短編映画
- アオボシ　短編縦型映画「今日もシノブが忍びます」season1（2024年6月28日、YouTube）[4][5]

### MV
- WurtS「BORDER」（2023年6月5日）- Eight 役[6]
- Tensions「夏休みを延長しますか？」（2023年8月23日）[7]
- MOSHIMO「やなこった」（2023年10月18日）[8]
- WurtS「マイティーマイノリティ」（2024年2月8日）[9]
- フジタカコ「スポットからにげて」（2024年2月17日）[10]
- Chiho with me/we「afterword」（2024年6月26日）[11]
- MAISONdes「アリバイゲーム feat. 乃紫, かやゆー(ヤングスキニー)」（2024年6月26日）[12]
- 606号室「夏が君を離さない」（2024年7月17日）[13]
- YUTORI-SEDAI「恋しちゃったんだ」（2024年7月24日）MV・ジャケット[14][15]
- 神が残した夢を喰う。「共有から2番目にもう君はいない。」（2024年10月20日）[16]
- リュックと添い寝ごはん「タイムマシン」（2024年11月27日）[17][18]
- はせとも。「白雪の王子様」（2024年12月24日）[19]
- N0S archive「goodbye again」（2025年1月29日）[20]
- Cloudy「安い映画」（2025年2月22日）[21]
- VIDA Hollywood「Receipt」（2025年4月9日）[22]
- Nolzy「fit感」（2025年5月25日）[23]

### 監督作品
- ゴシップシュガー・フィルムズ（2024年、制作：BASIC. / ゴシップシュガー）[24]
  - 再会オーディション（2024年7月、YouTube）- 脚本・監督・出演：北野りお[動画 1]
  - 共演者キラー（2024年7月、YouTube）- 脚本・監督：北野りお[動画 2]

### 広告・プロモーション
- Y2 and OGAHARU【色彩-SHIKISAI-】「Cinematic動画の撮影方法 | LUMIX S5IIX」（2024年2月16日）- モデルとして出演[25]

### 動画
1. ↑  ゴシップシュガー・フィルムズ (2024-07-06), 別れたばかりの恋人とオーディション会場で遭遇したら……【ゴシップシュガー】 2025年3月29日閲覧。
2. ↑  ゴシップシュガー・フィルムズ (2024-06-29), 芸能人カップルが浮気の決定的証拠を掴んだら……【ゴシップシュガー】 2025年3月29日閲覧。